# Harry Hayden
Harry Hayden (* 8. November 1882 in Nova Scotia, Kanada; † 23. Juli 1955 in West Los Angeles, Kalifornien, USA) war ein kanadischer Schauspieler.

## Leben
Harry Hayden stammte gebürtig aus der kanadischen Provinz Nova Scotia. Er arbeite zunächst über lange Jahre als Theaterschauspieler. 1937 fungierte er als Regisseur und Ko-Produzent des Broadway-Stückes Thirsty Soil. Im darauffolgenden Jahr, als er bereits Mitte Fünfzig war, absolvierte er seine ersten Filmauftritte in Hollywood und arbeitete daraufhin für den Rest seines Lebens schwerpunktmäßig im Filmgeschäft.
Hayden etablierte sich schnell in oftmals kleineren, gelegentlich aber auch etwas umfangreicheren Nebenrollen. Der grauhaarige, meist eine Brille tragende Charakterdarsteller verkörperte oft kleinstädtische oder gutbürgerliche Figuren wie Ladeninhaber, Hotelmanager, Anwälte, Bürgermeister, Ärzte, Bankangestellte oder Beamte. In den 1940er-Jahren zählte Hayden zu einem Kreis von Nebendarstellern, die der Komödienregisseur Preston Sturges wiederholt in seinen Filmen einsetzte; so beispielsweise als Vorgesetzter von Dick Powells Hauptfigur in Weihnachten im Juli oder als ein Lokalpolitiker und Dorfarzt in Heil dem siegreichen Helden. Einen im Abspann unerwähnten Filmauftritt hatte er als Chef einer Hupenfabrik in der Laurel-und-Hardy-Komödie Auf hoher See. In den 1950er-Jahren begann Hayden auch im Fernsehen aufzutreten und hatte eine wiederkehrende Rolle als Harry Johnson in der Fernsehserie The Stu Erwin Show mit Stuart Erwin in der Hauptrolle. Insgesamt umfasst sein filmisches Schaffen, trotz seines späten Einstiegs in das Filmgeschäft, über 260 Kinofilme und über 20 Fernsehserien.
Hayden war von 1924 bis zu seinem Tod 1955 im Alter von 72 Jahren mit seiner Schauspielkollegin Lela Bliss verheiratet. Das Paar hatte zwei Kinder, darunter den Schauspieler Don Hayden (1926–1998). Gemeinsam betrieb das Ehepaar die Schauspielschule Bliss-Hayden School of Acting am 254 South Robertson Boulevard in Beverly Hills, wo unter anderem Marilyn Monroe, Veronica Lake, Debbie Reynolds, Doris Day, Jon Hall,  Mamie Van Doren und Betty White zeitweilig zu den Schauspielschülern gehörten. Mit ihren Schülern führten Hayden und Bliss auch Theaterstücke auf. Hayden und Bliss standen auch gelegentlich gemeinsam vor der Kamera, in dem Filmdrama Griff in den Staub verkörperten sie etwa 1949 gemeinsam die Filmeltern von Claude Jarman junior. Harry Hayden ist beigesetzt auf dem Forest Lawn Memorial Park in Glendale.

## Filmografie (Auswahl)
- 1938: Delinquent Parents
- 1938: Chicago – Engel mit schmutzigen Gesichtern (Angels with Dirty Faces)
- 1938: Die goldene Peitsche (Kentucky)
- 1939: Rose of Washington Square
- 1939: Charlie Chan in Reno
- 1939: Invitation to Happiness
- 1939: Nacht über Indien (The Rains Came)
- 1939: Mr. Smith geht nach Washington (Mr. Smith Goes to Washington)
- 1939: Die Marx Brothers im Zirkus (At the Circus)
- 1939: Aufstand im Zuchthaus (Mutiny in the Big House)
- 1939: Blondie Brings Up Baby
- 1939: Swanee River
- 1940: Schwarzer Freitag (Black Friday)
- 1940: Laurel und Hardy: Auf hoher See (Saps at Sea)
- 1940: Unsere kleine Stadt (Our Town)
- 1940: Lillian Russell
- 1940: Der große McGinty (The Great McGinty)
- 1940: Liebling, du hast dich verändert (I Love You Again)
- 1940: Der Draufgänger (Boom Town)
- 1940: Knute Rockne, All American
- 1940: Weihnachten im Juli (Christmas in July)
- 1940: The Mad Doctor
- 1940: Entscheidung in der Sierra (High Sierra)
- 1941: Mr. X auf Abwegen (Footsteps in the Dark)
- 1941: Allein unter Gangstern (The Getaway)
- 1941: Blüten im Staub (Blossoms in the Dust)
- 1941: Vorsicht Gespenster! (Hold That Ghost)
- 1941: Die Unvollendete (The Great Awakening)
- 1941: Echo der Jugend (Remember the Day)
- 1942: Tal des Todes (Valley of the Sun)
- 1942: Mit dir ins Glück (We Were Dancing)
- 1942: Das große Spiel (Rings on Her Fingers)
- 1942: Die fröhliche Gauner GmbH (Larceny, Inc.)
- 1942: Die Narbenhand (This Gun for Hire)
- 1942: Yankee Doodle Dandy
- 1942: Calling Dr. Gillespie
- 1942: Der große Wurf (The Pride of the Yankees)
- 1942: Sechs Schicksale (Tales of Manhattan)
- 1942: Atemlos nach Florida (The Palm Beach Story)
- 1942: The War Against Mrs. Hadley
- 1942: Youth on Parade
- 1943: Hello, Frisco, Hello
- 1943: Du Barry Was a Lady
- 1943: Der unbekannte Gast (The Unknown Guest)
- 1944: Up in Arms
- 1944: The Lady and the Monster
- 1944: Es geschah morgen (It Happened Tomorrow)
- 1944: Up in Mabel’s Room
- 1944: Badende Venus (Bathing Beauty)
- 1944: Als du Abschied nahmst (Since You Went Away)
- 1944: Heil dem siegreichen Helden (Hail the Conquering Hero)
- 1944: The Great Moment
- 1944: Laurel und Hardy: Der große Knall (The Big Noise)
- 1944: Gefährliche Begegnung (The Woman in the Window)
- 1944: Dreißig Sekunden über Tokio (Thirty Seconds Over Tokyo)
- 1944: Der dünne Mann kehrt heim (The Thin Man Goes Home)
- 1945: A Medal for Benny
- 1945: Gefährliche Partnerschaft (Dangerous Partners)
- 1945: Incendiary Blonde
- 1945: Seine Frau ist meine Frau (Guest Wife)
- 1945: Broadway Melodie 1950 (Ziegfeld Follies)
- 1945: Onkel Harrys seltsame Affäre (The Strange Affair of Uncle Harry)
- 1946: Die blaue Dahlie (The Blue Dahlia)
- 1946: Der Mann aus Virginia (The Virginian)
- 1946: Erfüllte Träume (Two Sisters from Boston)
- 1946: Berüchtigt (Notorious)
- 1946: Rächer der Unterwelt (The Killers)
- 1946: Bis die Wolken vorüberzieh’n (Till the Clouds Roll By)
- 1946: Geheimnis des Herzens (The Secret Heart)
- 1947: California
- 1947: Pauline, laß das Küssen sein (The Perils of Pauline)
- 1947: Mädchen für Hollywood (Variety Girl)
- 1947: Tanz ohne Ende (The Unfinished Dance)
- 1947: Hoppla, hier kommt Merton! (Merton of the Movies)
- 1947: Goldenes Gift (Out of the Past)
- 1948: Der Herr der Silberminen (Silver River)
- 1948: Abenteuer im Wilden Westen (The Dude Goes West)
- 1948: Die bronzene Göttin (The Velvet Touch)
- 1948: Der beste Mann der Stadt (Good Sam)
- 1948: Fünf auf Hochzeitsreise (Family Honeymoon)
- 1948: Jedes Mädchen müßte heiraten (Every Girl Should Be Married)
- 1949: Die Goldräuber von Tombstone (Bad Men of Tombstone)
- 1949: Skandal im Sportpalast (Joe Palooka in the Big Fight)
- 1949: The Beautiful Blonde from Bashful Bend
- 1949: Banditen am Scheideweg (The Doolins of Oklahoma)
- 1949: Abbott and Costello Meet the Killer, Boris Karloff
- 1949: Griff in den Staub (Intruder in the Dust)
- 1950: Gefährliche Leidenschaft (Gun Crazy)
- 1950: Käpt’n China (Captain China)
- 1950: Menschen ohne Seele (Union Station)
- 1950: Tod im Nacken (To Please a Lady)
- 1951: Angels in the Outfield
- 1951: Doppeltes Dynamit (Double Dynamite)
- 1951–1955: The Stu Erwin Show (Fernsehserie, 21 Folgen)
- 1952: Abenteuer in Rom (When in Rome)
- 1952: Carrie
- 1952: Fünf Perlen (O. Henry’s Full House)
- 1953: Götter ohne Maske (Tonight We Sing)
- 1953: Der letzte Suchtrupp (The Last Posse)
- 1953: Der tollkühne Jockey (Money from Home)
- 1954: Eisenbahndetektiv Matt Clark (Stories of the Century, Fernsehserie, Folge 1x18)
- 1954: Der graue Reiter (The Desperado)
- 1954/1955: Kleine Spiele aus Übersee (Fireside Theater, Fernsehserie, 2 Folgen)